# 蝉花
蝉花（学名：Cordyceps chanhua），又名胡蝉、蝉菌、蝉蛹草、金蝉花、蚕茸，是麦角菌科蟲草屬真菌，会寄生在蝉蛹或者是幼虫身上，待將蟲體內營養吸收盡後使其死亡，然后将其尸体变成菌核，并在尸体前段长出子座。蝉花主要出现在中国的四川、江苏、浙江、福建，而在台灣也有出现其踪迹，晒干後可入药。
蝉花不应该和以下种混淆：
- 蝉棒束孢霉 Isaria cicadae Miquel，由此有名Cordyceps cicadae Massee。原样本来自巴西，描述为孢梗束极其简单，显然不符。[1]
- 大蝉草（地方名“独角龙”）Cordyceps cicadae Shing，现名Tolypocladium dujiaolongae Y.P. Cao & C.R. Li。[1]
- 小蝉草Ophiocordyceps sobolifera也叫 “小蝉花”（福建省称作“土蝉花”；台湾物种名录叫做“蟬花蟲草”）。日本学者错误认为蝉花是小蝉草的无性型，于是称蝉花为此种。[1]这个错误仍然影响韩国、台湾的官方资源。[2]

## 命名
传统被误认为蝉花的蝉棒束孢霉是于1838年由Miquel定名为蝉棒束孢霉（Isaria cicadae），原样本来自巴西。此后出现多种同物异名，如蝉草（Cordyceps cicadae）、基生棒束孢（Isaria basili）、辛克莱球壳孢（Sphaeria sinclairii）等。蝉拟青霉的有性阶段，被认为是大蝉草（Cordyceps cicadae），大蝉草俗名独角龙，子座棒状或角状，从寄主头部发出，单生或丛生，褐色。在自然界广为分布的是蝉拟青霉（蝉花），大蝉草稀少。Rant于1925年提到，蝉棒束孢霉（Isaria cicadae）在中国叫“Sandwhe”，是治疗小儿用的药物。
2021年，李增智等人报告了一个同时有无形性和有性型蝉花的标本，其中无性型部分的外形和中国南方其他地区的所谓“蝉棒束孢霉”几乎一样，但和Miquel的蝉棒束孢霉的模式样本却区别很大，之后用分子生物学方法也证实不是同种。鉴于此，他们将蝉花定为新种，Cordyceps chanhua。

## 药材
蝉花为名贵传统中药材，有散风热、镇惊、明目之功效。主治小儿天吊、惊痫、心悸、夜啼（见本草纲目）。蝉花别名虫花，是某些蝉若虫受本品寄生的产物。

## 寄主和分布
蝉拟青霉的寄主有7种，即竹蝉（Platylomia pieli）、山蝉（Cicada flammata）、蟪蛄（Platyleura kaempferi）、云南黑蝉（Cicadatra shaluensis）、草蝉（Mogannia conica）、小鸣蝉（Oncotympana ella）和透翅蝉（Hyalessa ronsnana），多分布在中国南方诸省。竹蝉常见于毛竹产区，是蝉拟青霉的重要寄主。此虫6年1代，每代5龄，常年生活在土壤中，以老龄若虫最易感病。当气温18-24℃，相对湿度>80%的温暖湿润季节，在浅土层活动的老龄若虫，接触带菌的土壤发生感染。到翌年6、7月份，温湿度合适，发病死亡虫体前端长出浅黄色或蛋黄色孢梗束，突破表土，伸向地面，形成我们常见的蝉花。
南方的浙、闽、皖、滇、蜀诸省均有分布。在浙江，生长着竹林的丘陵地带，海拔80-500 m，地势平缓，郁闭度较高，土质疏松，湿度较大，地面覆盖有枯枝落叶层，且常有竹蝉活动的某些林地，一般均能采到蝉花标本。反之，坡度较陡，芒萁骨、茅草丛生，土壤板结，就很少有蝉花的发生。对云南省三江源头的考察结果，海拔超过2500 m，蝉花绝迹。海拔低于2500 m的阔叶林或以青冈栎、锥栗为主，云南松、冷杉等针、阔叶树混交林，郁闭度大，土质松，枯枝落叶层厚的某些林地能采集到蝉花标本。寄主多为小鸣蝉和蟪蛄。纯针叶林未发现有蝉花。

## 培养
蝉花可以人工培养，人工培养物的主要生物活性成分、药理学作用均和天然蝉花相似或超出天然蝉花。天然蝉花的产生总是依赖于寄主，而寄主又受自然环境的制约，特别是受气候因子或人为因素的影响。随着中医药事业的蓬勃发展，对蝉花的需求量越来越大，因此推出人工培养品来替代日益枯竭的自然资源，是一条最为理想的途径。

## 参
1. 1 2 3 4  Li ZZ, Luan FG, Hywel-Jones NL, Zhang SL, Chen MJ, Huang B, Sun CS, Chen AZ, Li CR, Tan YJ, Dong JF. . 菌物学报. 2021, 40 (1): 95-107. doi:10.13346/j.mycosystema.200119.
2. ↑  史莉莉. . 易菇网-食用菌产业门户网站. 2018-10-30.